# Мадеевка (Смоленская область)
Мадеевка — деревня в Хиславичском районе Смоленской области России. Входит в состав Череповского сельского поселения. Население — 10 жителей (2007 год). 
Расположена в юго-западной части области в 16 км к северо-востоку от Хиславичей, в 10 км западнее автодороги А141 Орёл — Витебск. В 12 км восточнее деревни расположена железнодорожная станция Васьково на линии Смоленск — Рославль.

## История
Упоминается в 1790 году .
В 1859 году 19 дворов и 240 жителей . Тогда оно упоминается, как Мадеевка (Духовщинка), хотя Духовщинка носило название и соседнее село.
В 1926 году в Мадеевке уже 90 дворов , а в 1929 году образуется Мадеевский сельсовет, входивший в Стодолищенский район.
В годы Великой Отечественной войны деревня была оккупирована гитлеровскими войсками в июле 1941 года, освобождена в сентябре 1943 года.
В 1954 году Мадеевский сельсовет упразднён, а Мадеевка включена в Ново-Руднянский сельсовет Хиславичского района. В котором находилась до 2006 года, когда Ново-Руднянское поселение было присоединено к Череповскому.